# Gerolamo Montani
Il conte Girolamo Montani (Montefiore dell'Aso, 10 dicembre 1774 – Roma, 24 dicembre 1849) è stato un militare, politico e benefattore italiano, cittadino dello Stato Pontificio.

## Biografia
Il 28 dicembre 1797, col grado di tenente, guidava il contingente dell'esercito pontificio posto a difesa di Porta Settimiana, durante i tumulti fomentati dai francesi e facenti capo all'ambasciatore di Francia presso la Santa sede Giuseppe Bonaparte. Un gruppo di giacobini guidati dal Generale Mathurin-Léonard Duphot, da Eugenio di Beauharnais, dal Colonnello Arrighi e dallo scultore Ceracchi tentarono di forzare il blocco. Il generale Duphot, venuto a Roma per sposare Désirée Clary, futura regina di Svezia, venne colpito alla testa da un colpo d'archibugio sparato dal Caporale Marinelli, e morì.
Nel 1846, con lascito testamentario istituì l'"Opera Pia Montani" che servirà ad aiutare, utilizzando le rendite annuali delle cospicue eredità "la infima parte del popolo della città di Fermo e anticipatamente i giovani orfani, nel ramo della educazione religiosa, morale e civile perché divengano cittadini utili alla Patria e questa riceva maggior lustro e decoro". L'Opera Pia Montani divenne attiva nel 1854, nel 1861 si trasformò in Regio Istituto di Arti e Mestieri. Oggi è l'Istituto Tecnico Tecnologico Girolamo e Margherita Montani.